# Hypaeus venezuelanus
Hypaeus venezuelanus là một loài nhện trong họ Salticidae.
Loài này thuộc chi Hypaeus. Hypaeus venezuelanus được Eugène Simon miêu tả năm 1900.